# Liste der Kulturgüter in Seedorf UR
Die Liste der Kulturgüter in Seedorf enthält alle Objekte in der Gemeinde Seedorf im Kanton Uri, die gemäss der Haager Konvention zum Schutz von Kulturgut bei bewaffneten Konflikten, dem Bundesgesetz vom 20. Juni 2014 über den Schutz der Kulturgüter bei bewaffneten Konflikten sowie der Verordnung vom 29. Oktober 2014 über den Schutz der Kulturgüter bei bewaffneten Konflikten unter Schutz stehen.
Objekte der Kategorien A und B sind vollständig in der Liste enthalten, Objekte der Kategorie C fehlen zurzeit (Stand: 1. Januar 2023).

## Kulturgüter
| Foto |                                                                                             | Objekt                                                           | Kat. | Typ | Standort                                   | Beschreibung |
| ---- | ------------------------------------------------------------------------------------------- | ---------------------------------------------------------------- | ---- | --- | ------------------------------------------ | ------------ |
| ja   | Datei hochladen · Wikidata zu Benediktinerinnenkloster St. Lazarus (Q334295)                | Benediktinerinnenkloster St. Lazarus KGS-Nr.: 05856              | A    | G   | Klosterweg 2, 4 689533 / 193029            |              |
| ja   | Datei hochladen · Wikidata zu Schloss A Pro (Q24289763)                                     | Schlösschen A Pro KGS-Nr.: 05858                                 | A    | G   | A Pro-Strasse 60 688998 / 193489           |              |
| ja   | Datei hochladen · Wikidata zu Haus im Oberen Baumgarten (Q29890289)                         | Haus im Oberen Baumgarten KGS-Nr.: 05818                         | B    | G   | Bauen, Oberer Baumgarten 5 686729 / 198806 |              |
| ja   | Datei hochladen · Wikidata zu Kirche St. Idda (Q29890291)                                   | Katholische Kirche St. Ida KGS-Nr.: 05819                        | B    | G   | Bauen, Alte Post 2.1 686891 / 199000       |              |
| ja   | Datei hochladen · Wikidata zu Katholische Kirche St. Ulrich mit Friedhofkapelle (Q29890390) | Katholische Kirche St. Ulrich mit Friedhofkapelle KGS-Nr.: 05857 | B    | G   | Dorfstrasse 116.1, 122.1 689000 / 193369   |              |
| BW   | Datei hochladen · Wikidata zu Restaurant Waldheim am Plätzli (Q29890394)                    | Restaurant Waldheim am Plätzli KGS-Nr.: 11537                    | B    | G   | Bodenwaldstrasse 2 689515 / 192883         |              |
| BW   | Datei hochladen · Wikidata zu Mittelalterliche Turmruine Turmmatte (Q122740275)             | Mittelalterliche Turmruine Turmmatte KGS-Nr.: 16873              | B    | F   | Dorfstrasse 117.1 688965 / 193344          |              |